# Avatar (Charmed)
De Avatars zijn fictieve bovennatuurlijke wezens uit de Amerikaanse televisieserie Charmed. Ze maken hun debuut in de aflevering "Sam I Am" uit seizoen 5 maar speelden vooral in seizoen 7 een belangrijke rol.

## Omschrijving
De Avatars zijn een oude groep van machtige magische wezens, die tijd en ruimte kunnen manipuleren. Hun kracht wordt vaak om schreven als “manipulatie van tijd en ruimte”. In tegenstelling tot veel andere magische wezens is hun magie bijna onbeperkt, en niet te classificeren als goed of kwaad. Ze staan bekend als neutrale wezens die zich doorgaans niet bemoeien met het gevecht tussen het goede en het kwade. 
De Avatars willen de wereld veranderen in hun idee van een utopie; een wereld zonder demonen of ander vorm van kwaad. In een ver verleden regeerden de Avatars al eens over de wereld, maar de magische gemeenschap kwam tegen hun bewind in opstand. Ze maakten een speciaal drankje dat zelfs een Avatar kon doden. Daar de Avatars op magische wijze met elkaar zijn verbonden, treft de dood van een van hen alle anderen. Ze worden dan zwakker, zowel individueel en als groep.
Avatars bestaan in feite buiten tijd en ruimte, waardoor veel magische wezens hen niet kunnen deren.

## Rol in de serie
In Charmed willen de Avatars hun plan om een utopie te maken ten uitvoer brengen. Dit lukt ook even in seizoen 7, maar al snel blijkt dat deze vrede een prijs heeft. Iedereen die de vrede bedreigt, wordt door de Avatars verwijderd van de aarde en zijn bestaan wordt uitgewist. 
De Avatars verschenen voor het eerst in seizoen 5, toen ze Cole Turner vroegen zich bij hen te voegen. Cole werd zo een Avatar. Hij gebruikte vervolgens zijn nieuwe macht om het verleden te veranderen in de hoop Phoebe weer van hem te laten houden. Hierdoor veranderde hij zichzelf per ongeluk terug in zijn oude vorm, de demon Belthazor, en werd vernietigd door de Charmed Ones. 
In seizoen 7 werd Leo een Avatar uit wanhoop. Hij gebruikte zijn macht om Piper en Phoebe terug te halen uit de dood. Hij hielp hen ook mee het Utopie te creëren. Na te beseffen wat de prijs van dit Utopie was, werkte hij samen met de demon Zankou en offerde hij zichzelf op om de Charmed Ones in te laten zien dat het Utopie van de Avatars verkeerd was. Zankou en de zussen wisten de Avatars vervolgens over te halen hun plannen op te geven.

## Vaardigheden
De macht van de Avatars wordt enkel beperkt door de totale kracht van hun collectief. Enkele van hun krachten zijn:
- Veranderen van de realiteit
- Energiegolven
- Mensen weer tot leven brengen.
- Elektrokinese
- Teleportatie
- Chronokinese
- Het bestaan van mensen uitwissen
- Illusies
- Genezen.